# 1265 Schweikarda
1265 Schweikarda је астероид главног астероидног појаса чија средња удаљеност од Сунца износи 3,021 астрономских јединица (АЈ).
Апсолутна магнитуда астероида је 11,0 а геометријски албедо 0,072.